# Vespina quercivora
Vespina quercivora är en fjärilsart som beskrevs av Davis 1972. Vespina quercivora ingår i släktet Vespina och familjen bladskärarmalar. Inga underarter finns listade i Catalogue of Life.